# Esconderijos do Tempo
Esconderijos do Tempo é um livro de poesia do escritor brasileiro Mario Quintana, publicado em 1980.
O livro concedeu ao autor o Prêmio Machado de Assis, da Academia Brasileira de Letras, pelo conjunto de sua obra literária.

## Características
Contendo cinquenta poemas breves, quase todos escritos em versos livres ou em forma de prosa poética, mostra-se também um livro de maturidade de Quintana por trazer como temas centrais as suas reflexões sobre a velhice, a morte, o fazer poético e, sobretudo, a memória – questões de natural interesse para um escritor que trazia então em si o conhecimento e a vivência de toda uma longa vida dedicada à literatura.
Um dos traços marcantes de “Esconderijos do Tempo” é a coloquialidade de sua linguagem – aparentemente um estratagema do poeta para tornar seus poemas ainda mais próximos do que seriam verdadeiros diálogos com o leitor ao colocar textualmente traços característicos da oralidade.  
Os poemas reunidos nessa obra também se mostram ricos em imagens, aparentemente comuns, por meio das quais Quintana buscava construir o sentido maior de seus textos – mas o uso de objetos de fácil identificação é, talvez, um dos trunfos da poesia de Mário Quintana que a tornaram amplamente divulgada entre os leitores de poesia no Brasil.